# 1966-os magyar vívóbajnokság
Az 1966-os magyar vívóbajnokság a hatvanegyedik magyar bajnokság volt. A férfi tőrbajnokságot május 31-én rendezték meg, a párbajtőrbajnokságot május 29-én, a kardbajnokságot június 2-án, a női tőrbajnokságot pedig június 3-án, mindet Budapesten, a Nemzeti Sportcsarnokban.

## Eredmények
| Versenyszám          | Arany                                     | Arany | Ezüst                   | Ezüst | Bronz                               | Bronz |
| -------------------- | ----------------------------------------- | ----- | ----------------------- | ----- | ----------------------------------- | ----- |
| Férfi tőrvívás       | dr. Kamuti Jenő BVSC                      |       | Kamuti László BVSC      |       | Szabó Sándor Újpesti Dózsa          |       |
| Férfi párbajtőrvívás | Nemere Zoltán OSC                         |       | Kulcsár Győző OSC       |       | Sági György BVSC                    |       |
| Férfi kardvívás      | Kovács Attila Vasas SC                    |       | Meszéna Miklós Vasas SC |       | Bakonyi Péter Bp. Honvéd            |       |
| Női tőrvívás         | Sákovicsné Dömölky Lídia Bp. Vörös Meteor |       | Szabó Éva Újpesti Dózsa |       | Újlakiné Rejtő Ildikó Újpesti Dózsa |       |